# Mary Hopkin
Mary Hopkin (* 3. května 1950, Pontardawe, Glamorgan jižní Wales) je britská zpěvačka.

## Život
Svoji hudební kariéru zahájila během školy jako folková zpěvačka ve skupině Selby Set and Mary. V této skupině zpívali velšsky. V sedmnácti letech si jí v pořadu Opportunity Knocks všimla modelka Twiggy a obrátila se na Paula McCartneyho. Krátce poté uzavřela smlouvu se společností Apple Records. První mezinárodní úspěch zaznamenala s písní Those were the days v roce 1968. V roce 1969 zaznamenala další úspěch s písní Goodbye. Také píseň Temma Harbour se stala hitem. S písní Knock Knock Who’s There se v roce 1970 umístila na druhém místě soutěže Velká cena Eurovize zpívala v několika jazycích, například německy pod názvem An jenem Tag.

## Písně
- 1968 Those Were the Days
- 1968 Sparrow
- 1969 Goodbye
- 1970 Knock Knock Who’s There
- 1971 Jefferson
- 1971 Kew Gardens
- 1971 Streets of London
- 1971 Silver Birch and Weeping Willow

jako členka Hobby Horse
- 1972 Summertime, Summertime
- 2006 Snowed Under